# Physoceras castillonii
Physoceras castillonii är en orkidéart som beskrevs av P.Bernet. Physoceras castillonii ingår i släktet Physoceras och familjen orkidéer. Inga underarter finns listade i Catalogue of Life.